# 丘丁
50°32′43″N 29°21′1″E / 50.54528°N 29.35028°E
丘金（羅馬化：Chudyn）是烏克蘭北部的村莊，隸屬日托米爾州的日托米爾區。該村始建於1846年，面積1.33平方公里，海拔高度159米，2001年人口346，人口密度每平方公里260.94人。